# Reisamadine

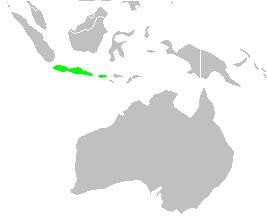
Verbreitungsgebiet

Die Reisamadine (Padda oryzivora, Syn.: Lonchura oryzivora), auch Reisfink oder Reisnonne genannt, ist eine Art aus der Familie der Prachtfinken. Es werden keine Unterarten unterschieden. Gemeinsam mit der Timor-Reisamadine wurde die Reisamadine lange Zeit einer eigenen Gattung Padda (Reisamadinen) zugerechnet. Molekulargenetische Untersuchungen haben diese aus zwei Arten bestehende Gattung phylogenetisch teilweise innerhalb der Gattung der Bronzemännchen (Lonchura) verortet, und dort insbesondere als eng mit dem Muskatbronzemännchen verwandt beschrieben. Neuere Ergebnisse haben diese Zusammenlegung jedoch wieder revidiert, so dass aktuell (2022) die Gattung wieder Gültigkeit besitzt.

## Erscheinungsbild
Die Reisamadine hat eine Körperlänge von 14 Zentimetern. Das Gefieder an der Körperoberseite und der Brust ist blaugrau. Die Kopfoberseite sowie der oberste Teil der Kehle sind schwarz; auffällig sind die großen weißen Wangenflecken und der sehr starke Schnabel. Der Schnabel ist zweifarbig. Schnabeloberseite und -unterseite sind kräftig rot, während die Schnabelscheiden von hellerer Farbe sind und die Schnabelspitze weißlich ist. Die Augen sind braun und von einem hellroten Ring umgeben.
Es besteht kein ausgeprägter Geschlechtsdimorphismus. Weibchen und Männchen sind am sichersten daran zu unterscheiden, dass nur das Männchen singt.
Jungvögel sind auf der Körperoberseite dunkelgrau und auf der Körperunterseite gelblich grau. Ihr Schnabel ist schwarz und der Augenlidrand ist gelblich grau. Die Füße sind rosafarben.

## Verbreitungsgebiet
Die Reisamadine kam ursprünglich nur auf Java und Bali sowie Bawean vor. Heute ist er in vielen tropischen Ländern beheimatet und kommt unter anderem in Kalkutta, Madras, Hongkong, Miami und Bangkok, auf Sumatra, Hawaii, den Molukken, Malaysia einschließlich Singapur, auf den Fidschi-Inseln Viti Levu und Vanua Levu, auf den Philippinen, im Süden Indochinas und Taiwan vor. Populationen leben auch an der ostafrikanischen Küste und auf Sansibar und St. Helena. Während er in seinem ursprünglichen Verbreitungsgebiet auf Java und Bali recht selten ist, hat die Verbreitung durch den Menschen das Überleben als Art in der Vergangenheit sichergestellt. In neuerer Zeit hat der Bestand katastrophal abgenommen, so hat eine Studie an 64 Stellen, an denen bekannterweise Reisfinken vorkamen, nur noch 109 Individuen an 17 Stellen vorgefunden. Die Gesamtpopulation wird auf nur noch 1000–2500 geschätzt und ist stark fragmentiert. Für die drastische Abnahme des Bestandes wird vor allem die Beliebtheit des Reisfinken als Käfigvogel bezeichnet. Die IUCN stuft die Art als stark gefährdet (endangered) ein.

## Lebensweise
Der Lebensraum der Reisamadine umfasst lichte Wälder mit großen Grasflächen sowie Kulturland. Er ist an Dorfrändern und entlang von Wegen häufig zu beobachten. Das unordentlich wirkend und kugelig gebaute Nest wird in dichtem Strauchwerk, in Baumhöhlen und unter Hausdächern errichtet. Das Gelege besteht aus vier bis sieben Eiern, die von beiden Altvögeln bebrütet werden. Die Jungen schlüpfen nach 13 bis 14 Tagen und sind in der Regel nach fünf bis sechs Monaten geschlechtsreif.
Reisfinken leben von Grassamen und Getreide. Sie konnten in großen Schwärmen in Reis- und Getreidefelder einfallen und fraßen dort gezielt die Körner aus den Rispen.

## Reisfink und Mensch

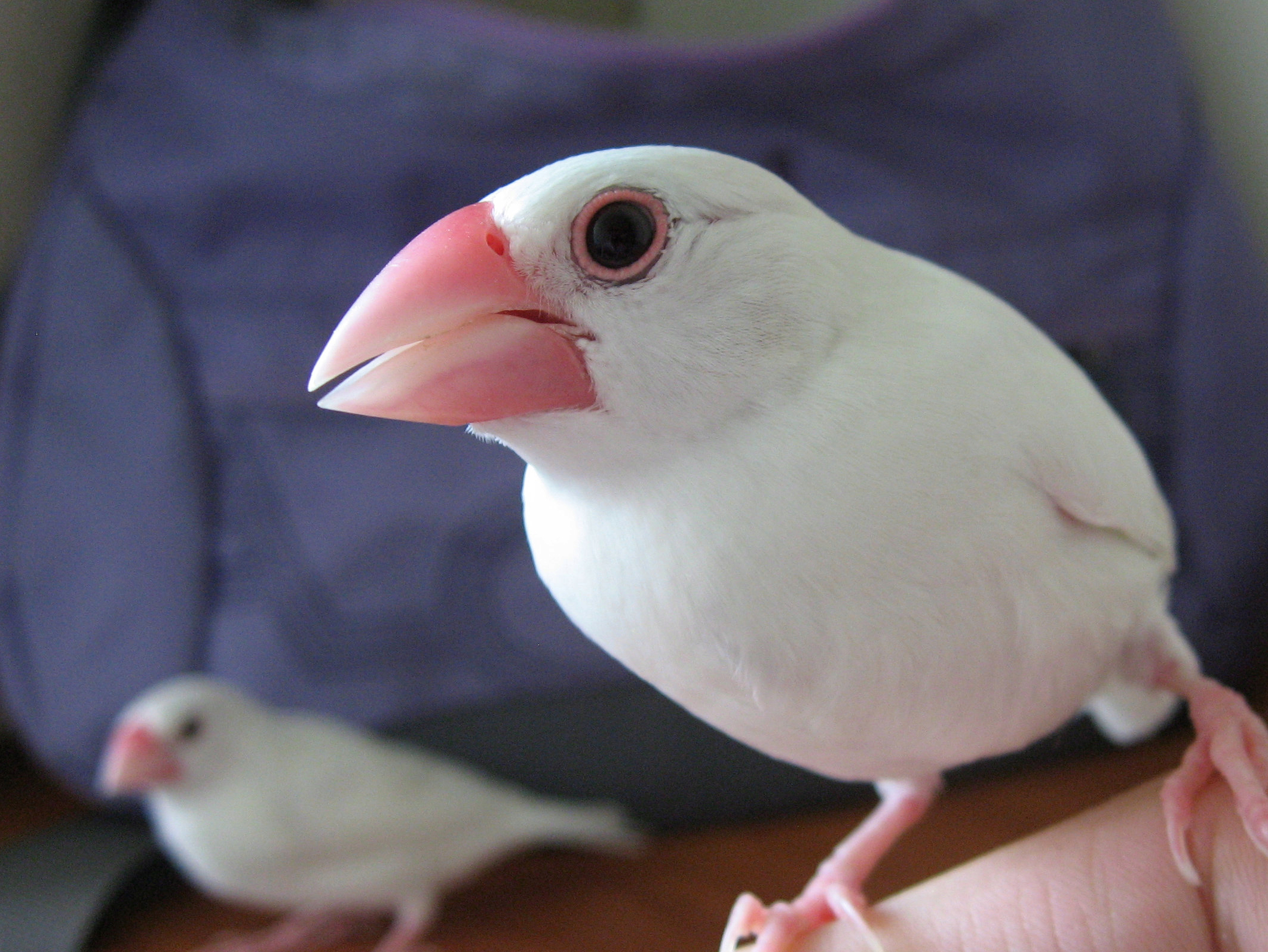
Leuzistische Kulturform

Die Reisamadine ist ein traditioneller Käfigvogel, der seit Jahrhunderten in China und Japan in Käfigen und Volieren gehalten wurde. Der Zeitpunkt, zu dem die Vögel das erste Mal in Europa eingeführt wurden, ist nicht bekannt. Vermutet wird, dass die Vögel bereits gegen Ende des 18. Jahrhunderts das erste Mal von Seefahrern mit zurückgebracht wurden. Der französische Ornithologe Vieillot beschreibt sie zu Beginn des 19. Jahrhunderts bereits als allgemein beliebte Art. Allerdings sind bei ihnen Domestikationsmerkmale nicht so stark ausgeprägt wie es nach einer jahrhundertelangen Haltung in Asien und Europa zu erwarten wäre. Vermutlich hängt dies damit zusammen, dass aufgrund der häufigen Importe von Wildfängen immer wieder in die Zuchtlinie der Ziervögel eingekreuzt wurde. Eine leuzistische Kulturform ist jedoch seit Jahrhunderten aus China und Japan bekannt. Gesichert ist, dass nach 1860 mehrfach Vögel eingeführt wurden.

## Belege

### Einzelbelege
1. ↑  Antonio Arnaiz-Villena, Valentin Ruiz-del-Valle, Pablo Gomez-Prieto, Raquel Reguera, Carlos Parga-Lozano und Ignacio Serrano-Vela: Estrildinae Finches (Aves, Passeriformes) from Africa, South Asia and Australia: a Molecular Phylogeographic Study. In: The Open Ornithologe Journal. Band 2, 2009, S. 29–36, doi:10.2174/1874453200902010029 (mec.es [PDF]).
2. ↑  IOC World Bird List 12.2. In: Frank Gill & David Donsker (Hrsg.): IOC World Bird List Datasets. doi:10.14344/IOC.ML.12.1 (worldbirdnames.org).
3. ↑  Urban Olsson und Per Alström: A comprehensive phylogeny and taxonomic evaluation of the waxbills (Aves: Estrildidae). In: Molecular Phylogenetics and Evolution. Band 146, 2020, 106757, doi:10.1016/j.ympev.2020.106757.
4. ↑  Nicolai et al., S. 205
5. ↑  Nicolai et al., S. 205 und S. 206
6. 1 2  Nicolai et al., S. 209